# Fitness Diaries
Fitness Diaries ist eine deutsche Doku-Soap, in der fünf Fitness-Bloggerinnen bzw. Influencerinnen über ihren Alltag berichten. Die Fernsehsendung wird dem Branded Entertainment zugerechnet.
Ab September 2017 erfolgte die wöchentliche Ausstrahlung der 16-teiligen ersten Staffel. Ab Januar 2019 wurde die Doku-Soap mit einer zweiten Staffel, diesmal 12-teilig, fortgesetzt.